# I Did That!
I Did That! — фраза встречается на наклейках, обычно изображающих президента США Джо Байдена, указывающих на цену бензина на топливных насосах заправочных станциях по всей территории Соединенных Штатов. Наклейки представляют собой форму политической активности, утверждающей, что его политика привела к росту цен на топливо. Наклейки также были размещены на пустых полках магазинов.

## История
Наклейки начали появляться в 2021 году и стали более популярными, когда цены на бензин и другие товары способствовали росту инфляции в 2021–2023 годах.
В декабре 2021 года представитель Миннесоты Пит Стаубер, высокопоставленный член Подкомитета по энергетическим и минеральным ресурсам Палаты представителей США, появился перед виртуальным слушанием в комитете с плакатом «I Did That!» на заднем плане.
В мае 2022 года нефтяная транснациональная корпорация BP лишила квартальной премии владелицу заправочной станции в штате Висконсин за то, что она велела сотрудникам не снимать наклейки «I Did That!» с топливных насосов. Владелица станции сказала ведущему Fox News Джесси Уоттерсу: «Они появляются так же быстро, как вы их убираете. Так зачем продолжать бороться с этим?».
18 мая 2022 года Тед Круз предположил, что в росте цен на бензин виноват Байден, сказав: «Я вам вот что скажу: маленькие наклейки на бензоколонках по всей стране показывают, что американский народ точно знает, чья это вина».
В июне 2022 года Business Insider назвал эти наклейки «возможно, самым распространённым и успешным элементом политической пропаганды, созданным правыми контркультурщиками», и они наполнены «своего рода радостным, йиппистским удовольствием от причинения вреда обществу во имя высшей цели».

## Источник наклеек
Наклейки продаются онлайн десятками продавцов, и один из них подсчитал, что в августе 2021 года он заработал 40 000 долларов на продаже наклеек. Размещение этих наклеек на частной собственности считается формой вандализма. Некоторые владельцы и сотрудники заправочных станций жаловались, что наклейки раздражают некоторых клиентов и их трудно удалить.
Наклейки продаются сотнями продавцов на Amazon и других платформах по цене от 5,99 долларов за 100 штук. В июне 2022 года более 600 продавцов на Etsy предлагали классические наклейки с Байденом. Тем не менее, есть и другие варианты, например, с вице-президентом Камалой Харрис, которая говорит: «И я помогла!» и Дональдом Трампом, который говорит: «Я могу это исправить».

## Реакция
В январе 2022 года Planet Money (NPR) опубликовала статью Грега Розалски, в которой он утверждает, что было бы правильнее наклеить на бензоколонку наклейку «Это сделал COVID», а не «Это сделал Байден», потому что мир пытается преодолеть последствия пандемии COVID-19, которая нарушила цепочку поставок. В статье также признаётся, что можно обоснованно спорить о том, повлиял ли американский план спасения Байдена на 1,9 триллиона долларов на инфляцию в США.
Комментатор Чарльз Хёрт связал это с комментарием бывшего президента Обамы в 2012 году о том, что успешные владельцы бизнеса «этого не строили».
В июне 2022 года генеральный директор Ассоциации розничных продавцов топлива штата Иллинойс Джош Шарп заявил, что наклейки — это неудобство и даже форма вандализма. Что касается причин повышения цен, Шарп сказал: «(Президент Байден) отменил инфраструктурные проекты, такие как Keystone. Я думаю, мы согласны с людьми в этом вопросе, (но) мы бы предпочли, чтобы они воздерживались от размещения этих наклеек на заправках. Это проблема для моих членов ассоциации. Им это не нравится».

## Наклейки-пародии на Трампа
После повышения цен на продукты в начале второго президентства Трампа люди стали размещать в продуктовых магазинах пародийные наклейки с фотографией Трампа, указывающего пальцем, и подписью «I Did That!». Люди также размещали такие наклейки на полках продуктовых магазинов, чтобы обвинить Трампа в недавнем повышении цен на яйца.